# Тукундува
Тукундува (порт. Tucunduva) — муниципалитет в Бразилии, входит в штат Риу-Гранди-ду-Сул. Составная часть мезорегиона Северо-запад штата Риу-Гранди-ду-Сул. Входит в экономико-статистический микрорегион Санта-Роза. Население составляет 5998 человек на 2006 год. Занимает площадь 180,804 км². Плотность населения — 33,2 чел./км².

## История
Город основан 10 сентября 1959 года.

## Статистика
- Валовой внутренний продукт на 2003 составляет 69.568.357,00 реалов (данные: Бразильский институт географии и статистики).
- Валовой внутренний продукт на душу населения на 2003 составляет 11.332,20 реалов (данные: Бразильский институт географии и статистики).
- Индекс развития человеческого потенциала на 2000 составляет 0,828 (данные: Программа развития ООН).

## География
Климат местности: субтропический гумидный.